# Campeonato navarro del Cuatro y Medio
El Campeonato navarro del Cuatro y Medio o Torneo de San Fermín del 4 1/2 es una competición profesional individual del deporte de la pelota vasca, denominada comúnmente «la jaula» por sus reducidas dimensiones.
Su nombre hace referencia a las medidas del frontón donde se juega y por ello es una modalidad que requiere más destreza que fuerza. Su desarrollo es muy vistoso para el espectador, por lo que la disciplina del "Cuatro y medio" tiene un gran agogida en el mundo "pelotazale" (aficionado a la pelota) y se ha convertido en una de las grandes modalidades individuales de este deporte.

## Historia
Esta competición nació en 1999 a propuesta del Instituto Navarro de Deporte y Juventud con el amparo de las empresas profesionales, y se celebra justo después del Manomanista; dicho instituto delega en la Federación Navarra de Pelota su organización. El nacimiento de esta competición fue todo un éxito dado el enfrentamiento en el que hasta la fecha se encontraban las dos empresas profesionales existentes hasta el momento, ASPE y Asegarce, siendo esta competición un punto de encuentro que permitió el nacimiento de la LEP.M, Liga de Empresas de Pelota Mano, que desde entonces organiza las tres máximas competiciones de pelota mano, el Manomanista, el Campeonato de Parejas y el Cuatro y Medio. Habida cuenta de que otras empresas profesionales organizan su propia competición de jaula, el campeonato navarro ha perdido peso, convirtiéndose más en un evento que coincide en fechas con la Feria de San Fermín de pelota.
En el 2006 finalmente la "txapela" (premio que se otorga al vencedor de los campeonatos y torneos de pelota) la consiguió Martínez de Irujo tras imponerse a Olaizola II. Ese año la celebración del campeonato no estuvo exenta de polémica al no querer dicha Federación Navarra de Pelota organizar el evento por detectar irregularidas en algunas de las empresas profesionales de la pelota inscritas en dicho torneo, pues se requería para participar tener licencia "profesional", residencia navarra y estar debidamente inscrito en la Seguridad Social. 
Desde entonces, tanto la Federación Navarra de Pelota como el Instituto Navarro de Deporte y Juventud se han desentendido de la organización del campeonato que recae directamente en las empresas ASPE y Asegarce, bajo la denominación de Torneo de San Fermín del 4 1/2. 
No obstante desde el año 2007 hasta 2010, la citada Federación Navarra estableció un acuerdo con la empresa Frontis para la organización del campeonato, con la denominación 4 1/2 Navarro Oficial, que era una alternativa de menor nivel a las empresas punteras, pero dado el menor nivel del mismo este quedó en la sombra del organizado por ASPE y Asegarce.

## Palmarés del Campeonato navarro del Cuatro y Medio
| Año  | Campeón           | Subcampeón        | Tanteo | Frontón       |
| ---- | ----------------- | ----------------- | ------ | ------------- |
| 1999 | Nagore            | Eugi              | 22-07  | Labrit        |
| 2000 | Eugi              | Nagore            | 22-17  | Labrit        |
| 2001 | Goñi II           | Armendariz        | 22-16  | Labrit        |
| 2002 | Barriola          | Eugi              | 22-13  | Labrit        |
| 2003 | Esain             | Barriola          | 22-21  | Labrit        |
| 2004 | Patxi Ruiz        | Martínez de Irujo | 22-18  | Labrit        |
| 2005 | Olaizola II       | Barriola          | 22-11  | Labrit        |
| 2006 | Martínez de Irujo | Olaizola II       | 22-15  | Labrit        |
| 2007 | Olaizola II       | Barriola          | 22-08  | Labrit        |
| 2008 | Barriola          | Olaizola II       | 22-11  | Labrit        |
| 2009 | Olaizola II       | Martínez de Irujo | 22-18  | Labrit        |
| 2010 | Martínez de Irujo | Bengoetxea VI     | 22-08  | Labrit        |
| 2011 | Bengoetxea VI     | Martínez de Irujo | 22-10  | Labrit        |
| 2012 | Bengoetxea VI     | Martínez de Irujo | 22-12  | Labrit        |
| 2013 | Martínez de Irujo | Olaizola II       | 22-19  | Labrit        |
| 2014 | Olaizola II       | Ezkurdia          | 22-11  | Labrit        |
| 2015 | Olaizola II       | Martínez de Irujo | 22-16  | Labrit        |
| 2016 | Urrutikoetxea     | Ezkurdia          | 22-21  | Labrit        |
| 2017 | Olaizola II       | Altuna III        | 22-18  | Labrit        |
| 2018 | Bengoetxea VI     | Altuna III        | 22-17  | Labrit        |
| 2019 | Altuna III        | Artola            | 22-13  | Labrit        |
| 2021 | Altuna III        | Laso              | 22-20  | Labrit        |
| 2022 | Ezkurdia          | Laso              | 22-15  | Labrit        |
| 2023 | Altuna III        | Jaka              | 22-14  | Labrit        |
| 2024 | Altuna III        | Peña II           | 22-21  | Navarra Arena |

### Palmarés por pelotaris
| Pelotari          | Txapelas | Finales |
| Olaizola II       | 6        | 9       |
| Altuna III        | 4        | 6       |
| Martínez de Irujo | 3        | 8       |
| Bengoetxea VI     | 3        | 4       |
| Barriola          | 2        | 5       |
| Eugi              | 1        | 3       |
| Ezkurdia          | 1        | 3       |
| Nagore            | 1        | 2       |
| Esain             | 1        | 1       |
| Patxi Ruiz        | 1        | 1       |
| Goñi II           | 1        | 1       |
| Urrutikoetxea     | 1        | 1       |
| Laso              | 0        | 2       |
| Armendariz        | 0        | 1       |
| Artola            | 0        | 1       |
| Jaka              | 0        | 1       |

## Palmarés del 4 1/2 Navarro Oficial
| Año  | Campeón      | Subcampeón   | Tanteo | Frontón |
| ---- | ------------ | ------------ | ------ | ------- |
| 2007 | Jorge Nagore | Armendariz   | 22-17  | Labrit  |
| 2008 | Aritz Lasa   | Jorge Nagore | 22-20  | Labrit  |
| 2009 | Jorge Nagore | Ander Antxia | 22-15  | Labrit  |
| 2010 | Ander Antxia | Jorge Nagore | 22-18  | Labrit  |

### Palmarés por pelotaris
| Pelotari     | Txapelas | Finales |
| Jorge Nagore | 2        | 4       |
| Ander Antxia | 1        | 2       |
| Aritz Lasa   | 1        | 1       |
| Armendariz   | 0        | 1       |

- Datos: Q8261109